# تیندارئوس ۸۱۲۵
سیارک ۸۱۲۵ (به انگلیسی: 8125 Tyndareus، نامگذاری:5493T-2) هشت هزار و صد و بیست و پنجمین سیارک کشف شده‌است که در ۳۰ سپتامبر ۱۹۷۳ کشف شد.
قدر مطلق سیارک برابر ۱۱٫۰۰ است.